# Rhizotrogus pallidipennis
Rhizotrogus pallidipennis (Blanchard, 1851) è un coleottero appartenente alla famiglia degli Scarabeidi (sottofamiglia Melolonthinae).

## Descrizione

### Adulto
R. pallidipennis si presenta come un coleottero di dimensioni medio-piccole, oscillando tra i 14 e i 18 mm di lunghezza. Presenta un tronco robusto e cilindrico, dal color marroncino chiaro. I maschi sono dotati di antenne leggermente più sviluppati, rispetto a quelli delle femmine.

### Larva
Le larve hanno l'aspetto di vermi bianchi dalla forma a "C". Presentano il capo sclerificato e le tre paia di zampe atrofizzate.

## Biologia
Gli adulti sono visibili a maggio. Le larve si nutrono di radici di piante erbacee.

## Distribuzione
R. pallidipennis è reperibile nella Penisola Iberica e in nord Africa. Per ciò che concerne l'Italia si può rinvenire solo a Pantelleria.